# 종묘서
종묘서는 조선시대 관청의 침묘와 정자각을 관장하던 곳이다.
1392년 (태조 1년)에 설치하여 침묘와 정자각에 관한일을 관장케 하면서 개설되었으며, 원으로는 영(令, 직장(直長,) 봉사(奉事), 부봉사 각 1명씩을 두었는데 1900년에 폐지하였다.